# Együtt a szerelemért
Szűcs Judith saját, korábban még meg nem jelent dalokat tartalmazó lemezzel hét év elteltével jelentkezett. Az énekesnő 1995-ben magánéleti válsággal küzdött, ezt követően a Sztárok a pálma alatt – 35 év slágerei újdonságokkal lemezen egy új dala jelent meg 1997-ben. Ez volt a Mit tegyek, hogy érezd, melyet Menyhárt János szerzett. A dal rendkívül sikeres lett, a kereskedelmi rádiók napjában többször is játszották a számot, amivel újra berobbant a zenei életbe Judith. A nagy sikernek köszönthetően a következő lemezek fő zeneszerzője volt Menyhárt János. Az Együtt a szerelemért album méltó folytatása volt a Mit tegyek, hogy érezd című dalnak.

## Az album dalai[1]
1. Várj míg... (Menyhárt János-Miklós Tibor)
2. Együtt a szerelemért (Menyhárt János-Miklós Tibor)
3. Van ilyen lány (Menyhárt János-Miklós Tibor)
4. Levél (Lerch István-Demjén Ferenc)
5. Forró nyári éjjel (Menyhárt János-Miklós Tibor)
6. Mit tegyek, hogy érezd (Menyhárt János-Miklós Tibor)
7. Vigyázz rám, kérlek (Menyhárt János-Miklós Tibor)
8. Tűzszínű éj (Marti Sharron-Albert Hammond-Szigeti Edit)
9. Párduc (Menyhárt János-Miklós Tibor)
10. Nem kell, hogy szólj (Menyhárt János-Miklós Tibor)
11. Énekelj egy dalt nekünk (Menyhárt János-Miklós Tibor)
12. Álmomban még hazatérsz (Menyhárt János-Miklós Tibor)

## Közreműködtek
- Szűcs Judith – ének, vokál
- Menyhárt János – gitárok, vokál, hangszerelés
- Závodi Gábor – billentyűk, vokál, hangszerelés
- Bársony Attila – vokál